# Vladimir Ghika

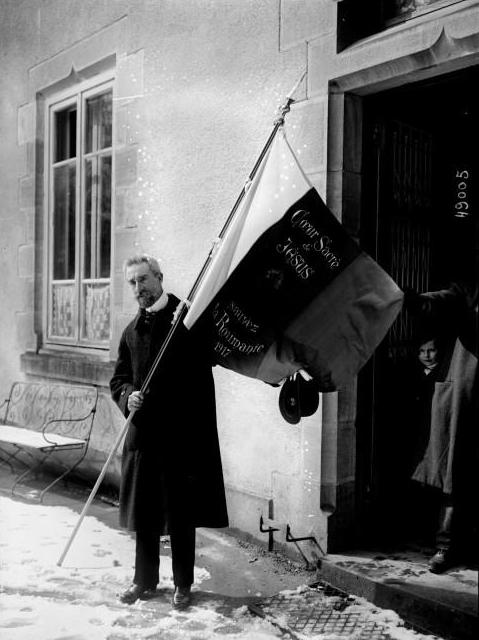
O Príncipe Ghika em Paray-le-Monial, segurando a bandeira do Sagrado Coração na Romênia (1917)

Vladimir Ghika (Constantinopla, 25 de dezembro de 1873 - falecido na prisão de Jilava 16 de maio de 1954) foi um príncipe, diplomata, ensaísta e mártir da fé romeno.
Diplomata da Santa Sé foi um adversário do nazismo e do comunismo, foi preso em Bucareste pelo regime comunista após ter administrado os sacramentos a um doente. Após um ano de investigação e tortura, foi condenado a três anos de prisão quando tinha 80 anos. Morreu na prisão em Jilava dois anos depois.

## Biografia
Era membro da família principesca Ghica que governou a Valáquia e Moldávia entre os séculos XVII e XIX.
Educado na fé ortodoxa, como o resto de sua família,  estudou em Toulouse e Paris e depois com os dominicanos na Pontifícia Universidade Santo Tomás de Aquino em Roma. Ele fez a sua profissão de fé católica em 1902 e obteve o doutorado em Teologia.
Retornando a Romania, fundou o dispensário de Filhas da Caridade em 1913 e organizou uma estação de quarentena para as vítimas do cólera. Ele voltou a Paris, e alguns anos mais tarde, em 07 de outubro 1923 com a idade de 50 foi ordenado pelo Arcebispo de Paris, o Cardeal Louis-Ernest Dubois. O Papa concedeu-lhe permissão para celebrar a Missa de acordo com os dois ritos, romano e bizantino.
Em 1931, Pio XI nomeou-o protonotário apostólico
apostólico e o enviou em missão ao Japão e a Congressos Eucarísticos Internacionais em Sydney, Cartago, Dublin, Buenos Aires, Manila e Budapeste. Com a eclosão da Segunda Guerra Mundial, Vladimir Ghika pediu permissão, a qual foi concedida, para regressar a Bucareste. Em conexão com a nunciatura apostólica, ocupou-se principalmente dos refugiados poloneses que fugiram da invasão nazista e durante vários anos dedicou-se aos pobres
O decreto sobre o martírio, que abriu caminho para a sua beatificação, foi firmado em 27 de março de 2013 pelo Papa Francisco. Sua beatificação, proposta pela Arquidiocese de Bucareste, terá lugar em 31 de agosto de 2013. 

## Biografias
Diversos historiadores escreveram livros sobre Vladimir Ghika, os principais são:
- Jean Daujat, L'Apôtre du XXe siècle, Mgr. Ghika, Nouvelles Éditions Latines, 1962
- Suzanne-Marie Durand, Vladimir Ghika, prince et berger, Casterman, 1962
- Yvonne Estienne, Une flamme dans le vitrail, Souvenirs sur Mgr. Ghika, editora Chalet, 1963
- Michel de Galzain, Une âme de feu, Mgr. Vladimir Ghika, Beauchesne, 1961
- Élisabeth de Miribel, La Mémoire des silences : Vladimir Ghika, 1873 - 1954, prefacio de Maurice Schumann,  editora Fayard, 1987, ISBN-13: 978-2213020464
- Hélène Danubia, Prince et martyr, L'apôtre du Danube, Mgr. Ghika, editora Téqui, 1993, ISBN-13: 978-2740301623
- Horia Cosmovici,Monseniorul: amintiri din viața de apostolat, Editora MC, București, 1996.
- Antonio Maria Sicari o.c.d.,Vladimir Ghika. L'Angelo della Romania, in Il nono libro dei Ritratti di santi', Jaka Book, 2006.
- Charles Molette, Mgr. Vladimir Ghika. Prince, pretre et martyr", Editora AED, 2007
- Horia Cosmovici, Monseniorul: amintiri și documente din viața Monseniorului Ghika în România, Editora Galaxia Gutenberg, Târgu Lăpuș, 2011.
- Anca Mărtinaș, Vladimir Ghika. Prințul cerșetor de iubire pentru Cristos, Editora Velar, Editora ARCB, București 2013.
- Anca Mărtinaș, Vladimir Ghika. Il principe mendicante di amore per Cristo, Editora Velar, Editora Elledici, Gorle, 2013, ISBN-13: 978-8801054071
- Francesca Baltaceanu et Monica Brosteanu, Vladimir Ghika, professeur d'espérance, prefacio de Mgr Philippe Brizard, Editora Cerf, 2013, ISBN-13: 978-2204100830
- Francisca Băltăceanu, Andrei Brezianu, Monica Broșteanu, Emanuel Cosmovici, Luc Verly, Vladimir Ghika. Profesor de speranță, prefacio de Mgr. Ioan Robu, Editora ARCB, București 2013.
- Entretiens spirituels de Vladimir Ghika